# سكوت مانينغ
سكوت مانينغ (بالإنجليزية: Scott Manning)‏ (5 سبتمبر 1957 بروتشستر في الولايات المتحدة - ) هو لاعب كرة قدم أمريكي في مركز حراسة المرمى. لعب مع Carolina Lightnin' ‏ وبالتيمور بلاست ‏ وBuffalo Stallions ‏ وPennsylvania Stoners ‏ وفينكس إنفيرنو ‏ وويتشاتا وينغز ‏ وDallas Sidekicks (1984–2004) ‏.

## وصلات خارجية
- سكوت مانينغ على موقع قاعدة بيانات كرة القدم.إي يو (الإنجليزية)